# 野田智
野田智（日语：／ Noda Satoru ?，本名：野田 智，陆译野田悟），日本漫畫家。出身於北海道北廣島市。左撇子。已婚。

## 來歷
2003年以短篇首次亮相。2006年，以短篇獲得第54屆千葉徹彌獎青年部門大獎。
2011年至2012年在《週刊Young Jump》（集英社）連載《SUPINAMARADA！》。2014年起在《週刊Young Jump》開始連載《黃金神威》。2016年3月29日獲頒2016年度「漫畫大獎2016」獎項。2018年獲得第22屆手塚治虫文化獎漫畫大獎。
《黃金神威》主角杉元佐一的名字來自於作者野田智的曾祖父曾經是一名軍人，經歷了日俄戰爭。《黃金神威》最開始是編輯讀過熊谷達也的小說《銀狼王》，內容描寫了開拓時期北海道的一位獵人，而該小說主角的名字恰巧跟《SUPINAMARADA！》登場角色的名字相同，成為了連載契機，然後將其曾祖父在日俄戰爭的故事融入作品中。
由於「作品和作者分開考慮」的政策，其照片和詳細背景並沒有透露（據採訪稱，《黃金神威》連載時已經40多歲）。據《YOUNG JUMP》的主編介紹，是一個「很安靜但意志堅強的人」。此外，在介紹自己的漫畫情節時，將《黃金神威》裡的角色邊見和雄作為本人的替身角色。
2022年，《黃金神威》獲得第51屆日本漫畫家協會獎漫畫部門大獎。

## 作品

### 連載
集英社發行。
- SUPINAMARADA！（日语：スピナマラダ!）（《週刊Young Jump》2011年33號—2012年49號，全6冊）
- 黃金神威（《週刊Young Jump》2014年38號—2022年22·23合併號，全31冊）
- DOGSRED冰上疯犬（ドッグスレッド）（《週刊Young Jump》2023年35號 - 連載中，5册未完）

### 短篇
- （發表在《別冊Young Magazine（日语：月刊ヤングマガジン）》2003年1號、2004年3號，講談社）※名義[9]。
- （發表在《《別冊Young Magazine》2006年16、17號，講談社）※野田智名義。
- （《Aoharu（日语：アオハル）》0.99號，集英社）[10]
- World Wide Wild（《週刊Young Jump》2013年23號，集英社）[注 1]

## 師父
- 久保美津郎[11]
- 國友康之（日语：国友やすゆき）[12]

## 專訪、對談、留言
- Breakaway 040－「SUPINAMARADA！」野田智老師直擊專訪 2011年8月1日（封面也是「SUPINAMARADA！」。冰球情報雜誌[13]）
- .   [2022-05-13]. （原始内容存档于2022-08-14）.－.   [2022-05-13]. （原始内容存档于2021-12-01）. #023 截至2015年5月連載4次[14]
- . Comic Natalie.   [2020-02-20]. （原始内容存档于2022-11-28）.[15]「23歲左右來到東京」
- .   [2022-05-13]. （原始内容存档于2022-11-12）.－. 2016-01-04  [2016-01-04]. （原始内容存档于2022-12-20） （日语）.
  - . 這本漫畫真厲害！WEB. 2016-01-11  [2016-01-11]. （原始内容存档于2022-11-15） （日语）.
- . 這本漫畫真厲害！WEB. 2016-05-11  [2016-05-11]. （原始内容存档于2022-08-01） （日语）.
- . 北海道版正月企劃. 朝日新聞. 2017-01-08  [2017-01-08]. （原始内容存档于2021-03-12） （日语）.
- . 手塚治虫文化獎.   [2022-05-19]. （原始内容存档于2021-11-08） （日语）.
  - . Comic Natalie. 2018-06-07  [2018-06-07]. （原始内容存档于2022-04-29） （日语）.
  - . 朝日新聞. 2018-06-08  [2018-06-08]. （原始内容存档于2022-05-19） （日语）.
- . MANTANWEB（日语：MANTANWEB）. 2019-07-06  [2019-07-06]. （原始内容存档于2022-08-27） （日语）.
  - . MANTANWEB. 2019-07-08  [2019-07-08]. （原始内容存档于2022-11-28） （日语）.
- . animate Times（日语：アニメイトタイムズ）. 2019-09-10  [2019-09-10]. （原始内容存档于2022-05-19） （日语）.
- . 讀賣新聞. 2022-05-20  [2022-05-20]. （原始内容存档于2023-09-09） （日语）.
  - . 讀賣新聞. 2022-05-21  [2022-05-21]. （原始内容存档于2023-06-23） （日语）.

## 腳註

## 外部連結
- （日語）－野田智的官方個人部落格。
- 野田智的X（前Twitter） （日語）